# 六郷政速
六郷 政速（ろくごう まさちか）は、江戸時代中期から後期にかけての大名。出羽国本荘藩の第7代藩主。官位は従五位下・佐渡守。

## 経歴
明和元年（1764年）、第6代藩主・六郷政林の三男として誕生した。当初、政林は第5代藩主の六郷政長の長男である政展を養嗣子としていたが、安永5年（1776年）3月18日に政展が早世し、次いで政速の兄であった政聲が嫡子となったがこちらも早世したため、天明元年12月11日（1782年）に政速が嫡子とされた。天明2年（1782年）7月1日、10代将軍・徳川家治に拝謁した。天明3年（1783年）12月18日、従五位下・佐渡守に叙任された。天明5年（1785年）3月10日、政林の隠居により家督を相続した。同年4月19日、お国入りの許可を得た。
政速の治世中は、城下町の火事や鳥海山の噴火、大地震に見舞われ、また名主の不正を発端に大規模な百姓一揆「万沢騒動」が起こった。
文化元年6月4日夜（1804年7月10日）、領内にて大地震が起こり、甚大な被害が出たため、復興に藩は多大な労力を支払った。
これらの天災の事後処理で不正や失態があり、さらに混乱を招き、市街地では問屋同士の紛争が起こるなど、政速の時代の藩政においては多難を極めた。地震後の文化3年（1806年）には、領内の商人52人から総額1700両余を借金している。これは後述の開拓費用に充てたとも伝わる。一方で、天明期に藩士の教育のため、城内三の丸に藩校・修身館を創設している。
文化9年（1812年）10月26日、死去。享年49。長男の政芳は文化7年（1810年）に廃嫡されており、跡を三男の政純が継いだ。

## 象潟開発
松尾芭蕉が『奥の細道』でも訪れた「遠浅の海に小島が浮かぶ」九十九島・八十八潟の景勝地・本荘藩領の象潟は、前述の鳥海大地震（象潟地震）により隆起し、「広々とした陸地に小山が点在する」風景となっていた。それまでは象潟を景勝地として大事にし、島守という役人を置く程度であったが、本荘藩は未開拓の広大な平原が出現したと逆転の発想をし、好機と捉えた。資金を集めた藩は、地震より数年後から干拓農地化事業に着手する。
当初は小山（元・島）を全て潰し、その残土や刈り出した松の木を使って広大な農地を開発する予定であったが、地元の名刹・蚶満寺住職の覚林が景勝地開拓の反対運動を始めた。藩が自分の主張を受け入れないとみた覚林は京に赴き、閑院宮家を動かして蚶満寺を祈祷所としてもらい、朝廷の権威を背景に反対運動を展開した。これにより藩は、蚶満寺や覚林に公然と手出しができなくなった。新田開発を進めたい藩は、江戸に出ていた覚林を捕縛、僧侶ではなく俗名勘助という名目で獄中の人とし、覚林は獄死した。
これにより藩の開拓事業は進行するが、小山の主だったものは残された。覚林の祟りを恐れたとも、単に金銭や手間上の都合とも言われているが、とにかく今日の「田園風景の中に島のように小山が点在する」名勝・象潟が残った。

## 系譜
父母
- 六郷政林（父）

正室
- 数 - 摂津国高槻藩主永井直珍の娘。元は本多正温の正室。

子女
- 六郷政芳（長男）
- 六郷政純（三男）